# Eseko
Eseko, dit Kumu Eseko Elombe, né à Bondongo, disparu en 1901 dans l’État indépendant du Congo (aujourd’hui Congo-Kinshasa), est un grand-chef des Budjas-Eloa, guerrier, farouche opposant à la colonisation. 

## Rébellion
La rébellion d’Eseko et des chefs budjas débute en 1898, à la suite d'une demande accrue de la production de caoutchouc et du transport d’ivoire de la société anversoise de commerce au Congo (appelée l’Anversoise) qui avait une concession de caoutchouc sur leur territoire et dont les pratiques étaient violentes. La rébellion attaque et tue des agents de l’Anversoise, et réussit à repousser plusieurs expéditions de l’Anversoise et de la Force publique. Elle capture aussi les comptoirs de l’Anversoise de Dundusana, Mankika et Yakombo.
La compagnie et la Force publique commencent par prendre le dessus après avoir capturé et tué plusieurs chefs budjas. Eseko et d’autres chef s’échappent, mais il est finalement trahi par son frère Mondanga, et est livré au colonisateur belge. À la suite d’incidents le 30 juillet 1901, Henri-Colette Mardulier arrive en campagne dans la Mongala avec 295 hommes, lors de laquelle il fait arrêter Eseko et ensuite deux autres chefs budjas, Zengo et Ekwalanga. La campagne de Mardulier se termina le 20 décembre 1901. Selon la presse, en mai 1902, Eseko est inculpé d'insurrection et d'assassinat par le tribunal de Boma. Condamné à la déportation à Banana [5] , il est exécuté après, mais sa mort n'a été, en fait, qu'un règlement de comptes pour toutes les guerres légitimes qu'il avait menées.